# 24265 Бантонітвароґ
24265 Бантонітвароґ (24265 Banthonytwarog) — астероїд головного поясу, відкритий 13 грудня 1999 року.
Тіссеранів параметр щодо Юпітера — 3,661.